# Chisapani (Banke)
Chisapani (nep. चिसापानी) – gaun wikas samiti w zachodniej części Nepalu w strefie Bheri w dystrykcie Banke. Według nepalskiego spisu powszechnego z 2001 roku liczył on 887 gospodarstw domowych i 4931 mieszkańców (2471 kobiet i 2460 mężczyzn).